# پارک طبیعی فوئنتس دل نارسا
پارک طبیعی فوئنتس دل نارسا (به اسپانیایی: Parque natural de las Fuentes del Narcea) یک منطقهٔ مسکونی در اسپانیا است که در آستوریاس واقع شده‌است.